# カーラ・ギャロ
カーラ・ギャロ（Carla Gallo、1975年6月24日 - ）は、アメリカ合衆国の女優。

## 出演作品
- フォー・グッド・デイズ Four Good Days (2020) - アシュリー役
- リトルデビル Little Evil (2017) - ウェンディ役
- ＢＯＮＥＳ　ボーンズ　-骨は語る- シーズン8（デイジー・ウィック）
- ＢＯＮＥＳ　ボーンズ　-骨は語る- シーズン7（デイジー・ウィック）
- ＮＹボンビー・ガール
- ファイブ　ある勇敢な女性たちの物語
- バーン・ノーティス 元スパイの逆襲 シーズン5 第13話（シェリー）
- 幸せへのキセキ（ロンダ）
- MOACA／も～アカンな男たち シーズン2
- ＢＯＮＥＳ　ボーンズ　-骨は語る- シーズン6（デイジー・ウィック）
- 伝説のロックスター再生計画!
- MOACA／も～アカンな男たち シーズン1
- ＢＯＮＥＳ　ボーンズ　-骨は語る- シーズン5（デイジー・ウィック）
- カリフォルニケーション シーズン3（デイジー）
- MAD MEN　マッドメン シーズン3（カレン）
- 愛する人
- ＢＯＮＥＳ　ボーンズ　-骨は語る- シーズン4（デイジー・ウィック）
- ＮＣＩＳ　～ネイビー犯罪捜査班 シーズン6
- ゾンビ・ホスピタル
- カリフォルニケーション シーズン2（デイジー）
- 女検死医ジョーダン シーズン6
- Dr.HOUSE　―ドクター・ハウス― シーズン3
- カーニバル シーズン2
- カーニバル シーズン1
- ER緊急救命室 シーズン7 第5話（エマ・ミラー）
- LAW & ORDER　ロー＆オーダー シーズン9